# Giovanni Maria Ruggieri
Giovanni Maria Ruggieri (Venècia, 1689 - 1725) fou un compositor italià del Barroc.
Va compondre 10 òperes, des de 1696 fins al 1712, i publicà: Scherzi geniali ridotti a regola armonica in 10 sonate da camera...(1690); Suonate da chiesa (1693); un tercer llibre de sonates (1697), i 12 cantate con violino a senza (1706).